# Ratpenat nassut de Balston

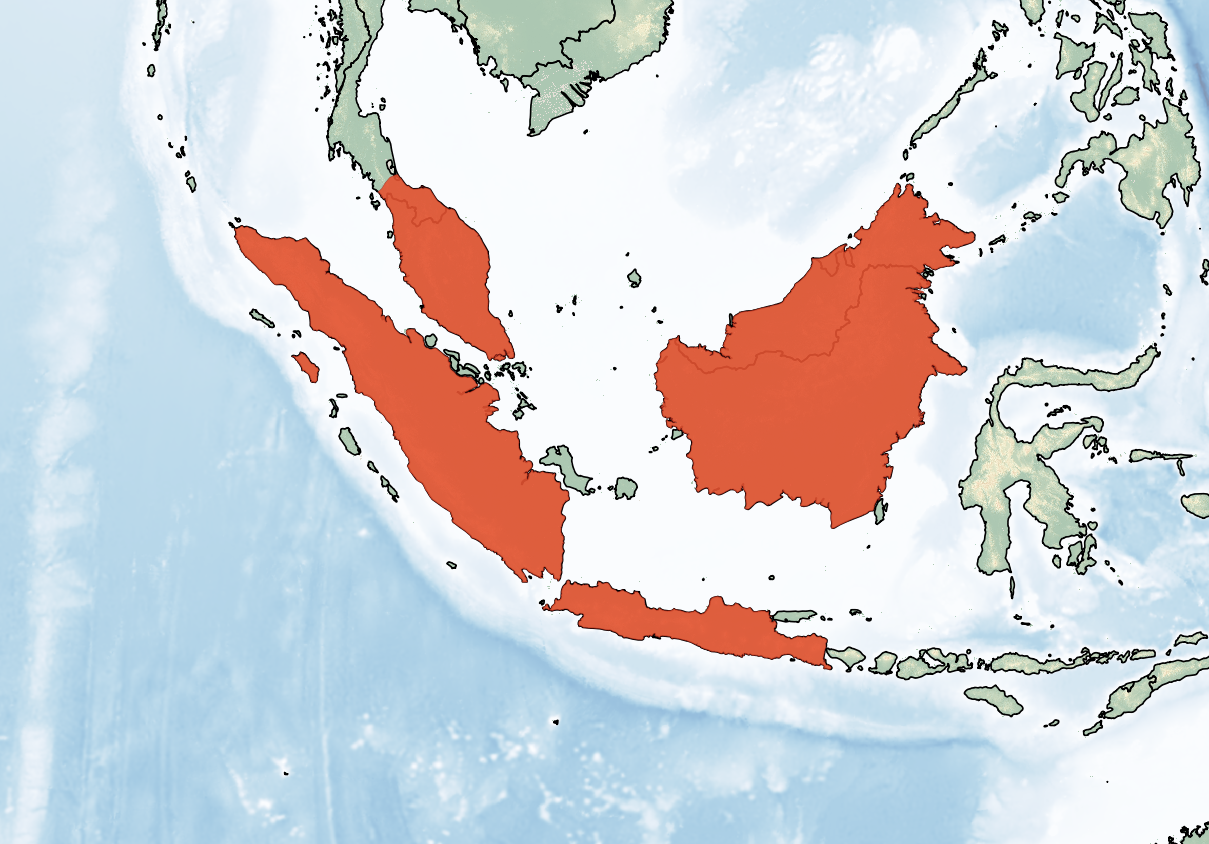
Localització del ratpenat.

El ratpenat nassut de Balston (Murina suilla) és una espècie de ratpenat de la família dels vespertiliònids que es troba a Brunei, Indonèsia i Malàisia.